# Dimitrie Cantemir
Dimitrie Cantemir, Dymitr Kantemir (ur. 26 października?/5 listopada 1673 w Jassach lub Silișteni, zm. 21 sierpnia?/1 września 1723 w Dmitrowce koło Charkowa) – hospodar Mołdawii; naukowiec, humanista i pisarz.
- rumuński Dimitrie Cantemir (najbardziej powszechnie stosowana w nauce forma) lub Demetriu Cantemir
- rosyjski Дмитрий Константинович Кантемир, Dmitrij Konstantinowicz Kantemir
- turecki Dimitri Kantemiroğlu

## Życie
Był synem mołdawskiego hospodara Konstantyna. W wieku 14 lat został wysłany do Stambułu, gdzie został zakładnikiem cesarskim w miejsce swego starszego brata Antiocha – pozostawał tam do 1691. W 1692 brał udział w wojnie przeciwko Polsce, zachowały się jego notatki z oblężenia zajętej przez Krzysztofa Rappe twierdzy w Sorokach.
Nauki pobierał początkowo na dworze ojca, a po przybyciu do Stambułu w szkole greckiej znajdującej się pod opieką konstantynopolitańskiego patriarchatu. Mówił biegle po rumuńsku, grecku, francusku, włosku, rosyjsku, turecku, arabsku i persku oraz po łacinie i w języku cerkiewnosłowiańskim (pod koniec życia władał 11 językami). Interesował się filozofią, teologią, historią i geografią. Poświęcał się także studiom religii i tradycji Wschodu oraz literaturze pięknej. Po śmierci ojca w 1693 r. objął tron mołdawski, jednak sułtan nie zatwierdził wyboru bojarów, a sam Cantemir musiał udać się do Stambułu. Po 17 latach, przy poparciu sułtana, został w 1710 roku władcą Mołdawii.
Po objęciu mołdawskiego tronu Cantemir podjął próby reform wewnętrznych państwa (m.in. w zakresie podatków, administracji, czy wojska), a także – z początku tajnie, potem oficjalnie – rozpoczął pertraktacje z carem Rosji, Piotrem I Wielkim, który prowadził działania wojenne przeciw Turcji. W kwietniu 1711 roku Mołdawia zawarła sojusz wojskowy i polityczny z Rosją. Na jego mocy Mołdawia oddawała się pod zwierzchnictwo rosyjskie, z obowiązkiem zapłaty niewielkiego trybutu oraz absolutną i dziedziczną władzą hospodarów. Cantemir miał też udzielić wsparcia wojskom rosyjskim w kampanii przeciwko Turcji.
W maju 1711 r. do Mołdawii wkroczyły wojska rosyjskie. Cantemir, korzystając z ich obecności, podporządkował sobie wielkie rody bojarskie. Jednak już w lipcu do Mołdawii wkroczyły wojska tureckie, które pokonały Rosjan w bitwie pod Stănilești. Kilka dni później Piotr Wielki został zmuszony do podpisania pokoju, w którym rezygnował ze swych roszczeń do opieki nad Mołdawią. W tej sytuacji Kantemir został zmuszony do ucieczki z kraju – do Rosji, gdzie żył z początku na Ukrainie, potem zamieszkał w Petersburgu, gdzie przy prestiżowej ulicy Niemieckiej wzniósł dla siebie pałac. Piotr Wielki przyznał Cantemirowi tytuł książęcy. Odtąd Kantemir skupił się na działalności politycznej oraz naukowej. Pracował jako radca Piotra Wielkiego przy przeprowadzaniu reform oraz w kampaniach wojennych. W 1714 r. został członkiem Akademii Nauk w Berlinie.
Po przedwczesnej śmierci został pochowany w Moskwie. W 1935 roku jego ciało przewieziono do Jassów w Rumunii, gdzie pochowano je w cerkwi Trzech Świętych Hierarchów. Jego syn Antioch Kantemir został słynnym pisarzem rosyjskim.

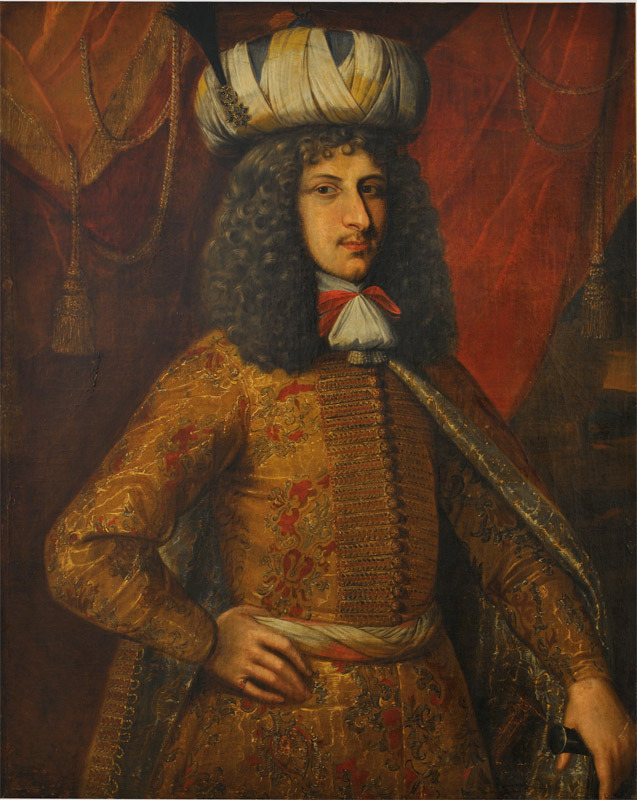
Dimitrie Cantemir w wieku młodzieńczym

## Twórczość
Twórczość Cantemira jest bardzo obszerna, są to prace z zakresu filozofii, historii, geografii, etnografii, muzykologii, filologii i literatury pięknej. Większość dzieł została stworzona w Rosji i jest ściśle powiązana tematycznie z ojczystą Mołdawią. Kantemir jako jeden z pierwszych uczonych używał w swoich pracach języka rumuńskiego, podkreślał jego oryginalność oraz związki kulturowe Rumunów z rzymską Dacją.
Do napisania traktatu Dywan lub kłótnia mądrego ze światem (1698, rum. Divanul sau Gâlceava înțeleptului cu lumea) zainspirowały go dzieła autorów średniowiecznych, piszących o sprzeczności woli duszy z wolą ciała. Powieść alegoryczna Historia hieroglificzna (1705, rum. Istoria ieroglifică) jest pierwszą powieścią napisaną w języku mołdawskim i rumuńskim. Wydarzenia polityczne w Mołdawii z przełomu XVII i XVIII w. są w niej przedstawione jako spór o następstwo tronu, toczący się między państwem Lwa, rządzonym przez Jednorożca (tzn. Kantemira) a państwem Orła, którym włada Gawron (wołoski książę Konstantyn Brincoveanu). Barokowa budowa utworu zawiera liczne dygresje, wątki poboczne i rozważania filozoficzne. W 1716 roku pod wpływem niemieckiego filozofa Leibniza i berlińskiej Akademii Nauk napisał po łacinie pracę pt. Descriptio Moldaviae (pol. Opis Mołdawii), pierwszą pracę naukową dotyczącą mołdawskiej historii, geografii, systemu politycznego, cerkwi prawosławnej, obyczajów i piśmiennictwa. Praca ta do dzisiaj posiada niemałą wartość naukową i literacką. Do opisu Mołdawii Kantemir załączył własnoręcznie nakreśloną mapę. W Europie i Azji stała się sławna jego Historia świetności i upadku Imperium Osmańskiego (1714–1716, łac. „Historia incrementorum atque decrementorum Aluae Othomanicae”), powstała na bazie jego wcześniejszych studiów źródeł orientalnych oraz doświadczeń zdobytych w czasie pobytu w Carogrodzie. Dzieło zostało przetłumaczone na język angielski, francuski i niemiecki. W Kronice starożytności Rzymiano-Mołdawiano-Wołochów (1717, łac. Hronicul vechimii romano-moldo-vlahilor) broni błędnej tezy o czysto rzymskim pochodzeniu Mołdawian i Wołochów (podobnie jak późniejsi przedstawiciele rumuńskiego odrodzenia narodowego z tzw. szkoły siedmiogrodzkiej).

## Dzieła
- 1698 – Divanul sau Gâlceava înțeleptului cu lumea (Jassy).
- 1700 – Sacrosanctae scientiae indepingibilis imago
- 1705 – Istoria ieroglifică (w postaci rękopisu).
- 1714 – Monarchiarum physica examinatio
- 1714–1716 – Historia incrementorum atque decrementorum Aluae Othomanicae
- 1716 – Descriptio Moldaviae
- 1716–1717 – Vita Constantini Cantemyrii cognomento Senis, Moldaviae principis
- 1717 – Hronicul vechimii romano-moldo-vlahilor
- 1722 – Systema ili sostojanie magometanskoj religii
- 1871–1901 – Prinicpele Demetriu. Opere, 8 tomów (Bukareszt: Academia Română)
  - Tom I – Descriptio Moldaviae. 1872.
  - Tom II – Descrierea Moldovei, tradusă din textul original latinesc. 1875.
  - Tomy III i IV – Istoria Imperiului Otoman. Traducere de Dr. Ios. Hodosiu. 1876, 1883, 2 tomy
  - Tom V, Część I – Evenimentele Cantacuzinilor și Brâncovenilor din Țara-Muntenească. Część II – Divanul sau gâlceava înțeleptului cu lumea. 1878.
  - Tom VI – Istoria ieroglifică. Compendiolum universae logices institutionis Eucomium in B. Van-Helmont. 1883.
  - Tom VII – Vita Constantini Cantemyrii cognomento senis Moldaviae Principis. – Collectanea orientalia. 1883.
  - Tom VIII – Hronicul vechimii a Romano-Moldo-Vlahilor. 1901.
- 1973–1987 – Opere complete (Bukareszt).
- 1997 – Descriera Moldovei (Kiszyniów).

## Galeria portretów

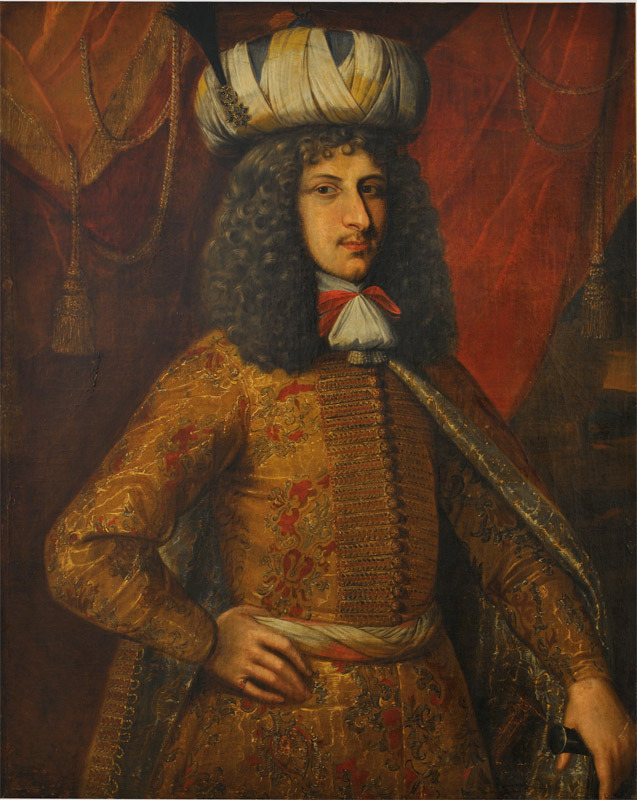
W wieku młodzieńczym (strój osmański).
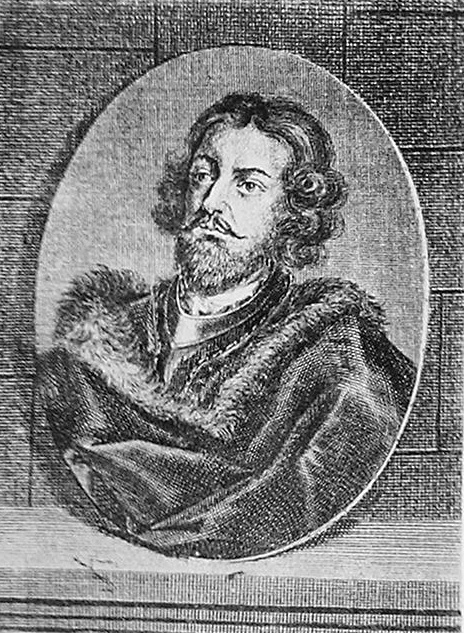
W okresie panowania (1710–1711).
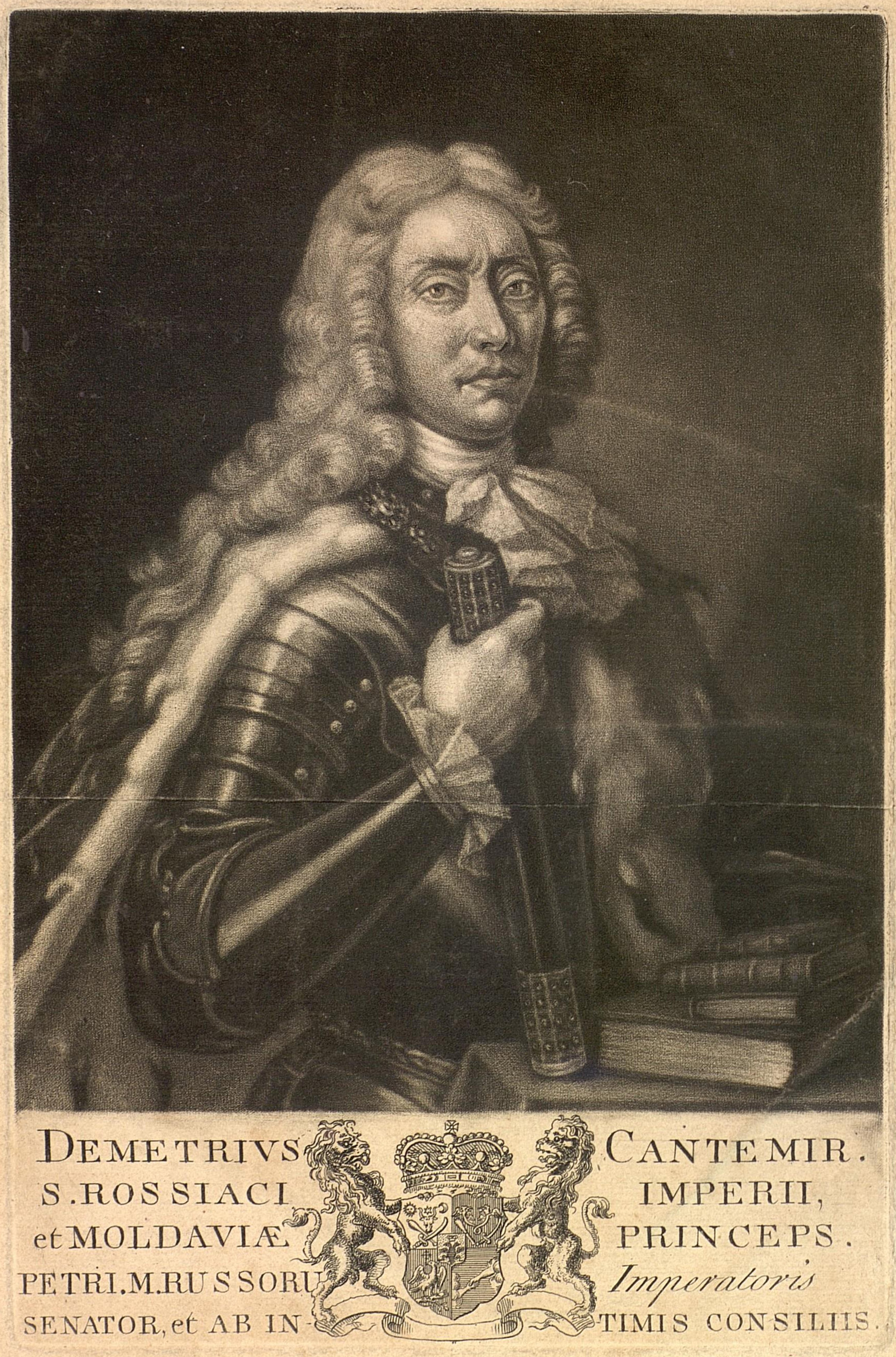
Na stronie tytułowej pierwszego wydania „Opisu Mołdawii” (1716).
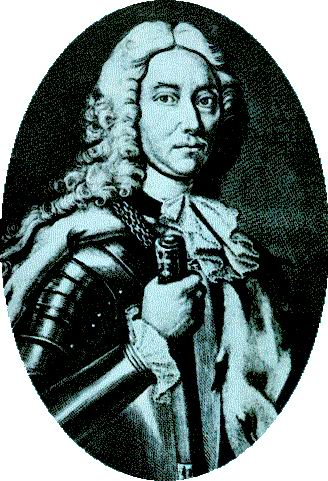
Inna wersja poprzedniego portretu
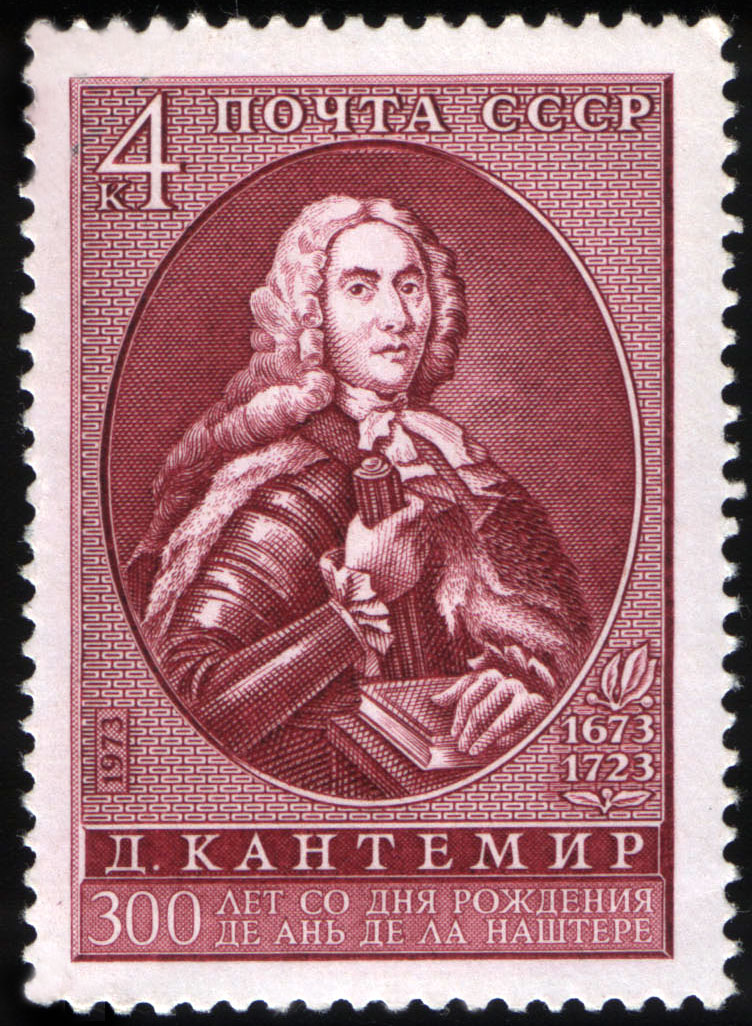
Znaczek pocztowy Związku Radzieckiego, 1973 (Michel 4175, Scott 4132)